# Liste von Burgen, Schlössern und Festungen im Département Haute-Loire
Die Liste von Burgen, Schlössern und Festungen im Département Haute-Loire listet bestehende und abgegangene Anlagen im Département Haute-Loire auf. Das Département zählt zur Region Auvergne-Rhône-Alpes in Frankreich.

Wappen des Départements Haute-Loire (43)
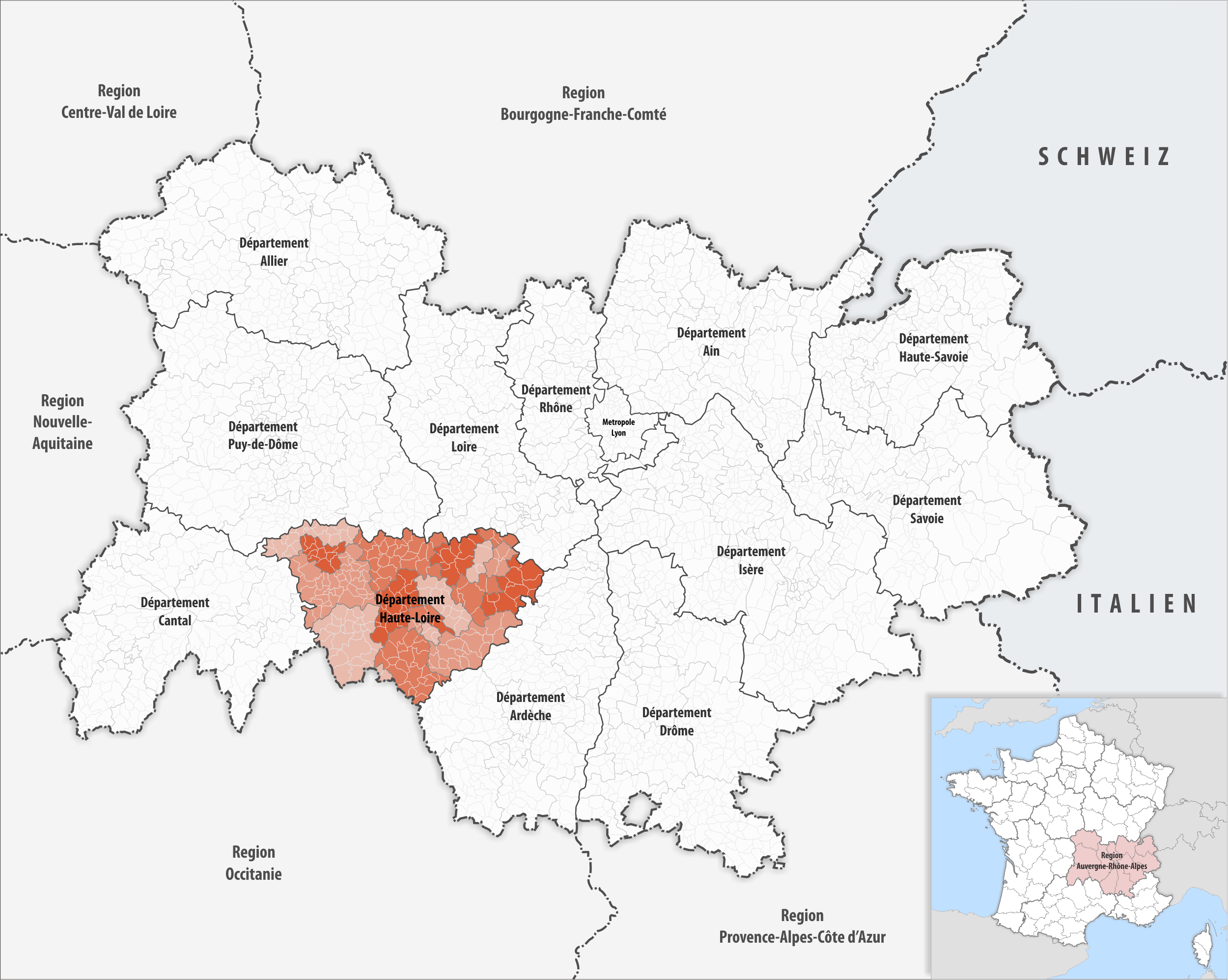
Lage des Départements Haute-Loire in der Region Auvergne-Rhône-Alpes
Lage der Region Auvergne-Rhône-Alpes in Frankreich

## Liste
Bestand am 19. Juli 2021: 61
| Name deu / fra                                                                                         | Gemeinde / Lage                                | Typ (Untertyp)       | Bemerkungen                                            | Bild |
| --- | ---------------------------------------------- | -------------------- | ------------------------------------------------------ | ---- |
| Burg Agrain Château d'Agrain                                                                           | Ouides 44,902099° N, 3,717339° O               | Burg                 | Ruine                                                  |      |
| Schloss Alleret Château d'Alleret                                                                      | Saint-Privat-du-Dragon 45,191004° N, 3,4626° O | Schloss              |                                                        |      |
| Burg Arlempdes Château d'Arlempdes                                                                     | Arlempdes 44,866125° N, 3,923414° O            | Burg                 | Ruine                                                  |      |
| Burg Artias Château d'Artias                                                                           | Retournac 45,21323° N, 4,00047° O              | Burg                 | Ruine                                                  |      |
| Schloss Aurouze Château d'Aurouze                                                                      | Mazerat-Aurouze 45,185632° N, 3,578922° O      | Schloss              |                                                        |      |
| Schloss Auzon Château d'Auzon                                                                          | Auzon 45,391667° N, 3,372222° O                | Schloss              |                                                        |      |
| Turm der Barone von Mercoeur Donjon des Barons de Mercoeur (Tour de Mercœur, La tour aux vingt angles) | Blesle                                         | Burg (Donjon)        |                                                        |      |
| Schloss La Beaume Château de La Beaume                                                                 | Alleyras                                       | Schloss              |                                                        |      |
| Burg Beaufort Château de Beaufort                                                                      | Goudet                                         | Burg                 | Ruine                                                  |      |
| Schloss Le Besset Château du Besset                                                                    | Tence                                          | Schloss              |                                                        |      |
| Schloss der Bischöfe von Puy Château des Évêques-du-Puy                                                | Monistrol-sur-Loire                            | Schloss              | Sommerresidenz der Bischöfe von Puy bis zur Revolution |      |
| Burg Bouzols Château de Bouzols                                                                        | Arsac-en-Velay                                 | Burg                 |                                                        |      |
| Schloss La Brosse Château de La Brosse                                                                 | Tence                                          | Schloss              |                                                        |      |
| Burg Carry Château de Carry (Vertamise)                                                                | Grazac                                         | Burg                 | Ruine                                                  |      |
| Burg Chabrespine Château de Chabrespine                                                                | Grazac                                         | Burg                 | Ruine                                                  |      |
| Burg Chalencon Château de Chalencon                                                                    | Saint-André-de-Chalencon                       | Burg                 | Ruine                                                  |      |
| Schloss Chardon Château de Chardon                                                                     | Monlet                                         | Schloss              | Im Weiler Chardon östlich von Monlet                   |      |
| Schloss Chavaniac Château de Chavaniac                                                                 | Chavaniac-Lafayette 45,15759° N, 3,579143° O   | Schloss              | Heute ein Museum                                       |      |
| Burg Le Cheylon Château du Cheylon                                                                     | Polignac                                       | Burg                 | Ruine                                                  |      |
| Schloss Cluzel Château de Cluzel                                                                       | Mazeyrat-d’Allier                              | Schloss              | Ehemalige Burganlage des 13. Jahrhunderts, umgebaut    |      |
| Burg Domeyrat Château de Domeyrat                                                                      | Domeyrat                                       | Burg                 | Ruine                                                  |      |
| Schloss Durianne Château de Durianne                                                                   | Le Monteil                                     | Schloss              | Im Ortsteil Durianne                                   |      |
| Schloss Elbe Château d'Elbe                                                                            | Le Monteil                                     | Schloss              |                                                        |      |
| Schloss Esplantas Château d'Esplantas                                                                  | Esplantas                                      | Schloss              |                                                        |      |
| Burg Flaghac Château de Flaghac                                                                        | Saint-Georges-d’Aurac                          | Burg                 |                                                        |      |
| Schloss Le Fraisse Château du Fraisse                                                                  | Saint-Victor-Malescours                        | Schloss (Herrenhaus) |                                                        |      |
| Burg Gourlong Commanderie de Gourlong                                                                  | Alleyras                                       | Burg (Kommende)      | Ruine                                                  |      |
| Schloss Jagonas Château de Jagonas                                                                     | Rauret                                         | Schloss              |                                                        |      |
| Burg Jonchères Château de Jonchères                                                                    | Rauret                                         | Burg                 | Ruine                                                  |      |
| Burg Lamothe Château de Lamothe                                                                        | Lamothe                                        | Burg                 |                                                        |      |
| Burg Lardeyrol Château de Lardeyrol                                                                    | Saint-Pierre-Eynac                             | Burg                 | Ruine                                                  |      |
| Burg Lauriat Château de Lauriat                                                                        | Beaumont                                       | Burg                 |                                                        |      |
| Schloss Lavée Château de Lavée                                                                         | Yssingeaux                                     | Schloss              |                                                        |      |
| Burg Lavoûte-Polignac Château de Lavoûte-Polignac                                                      | Lavoûte-sur-Loire                              | Burg                 |                                                        |      |
| Burg Léotoing Château de Léotoing                                                                      | Léotoing                                       | Burg                 | Ruine                                                  |      |
| Schloss Lespinasse Château de Lespinasse                                                               | Saint-Beauzire                                 | Schloss              |                                                        |      |
| Schloss Le Malploton Château du Malploton                                                              | Saint-Victor-Malescours                        | Schloss              |                                                        |      |
| Schloss Le Maréchal Fayolle Château du Maréchal Fayolle                                                | Saint-Geneys-près-Saint-Paulien                | Schloss              |                                                        |      |
| Burg Mirmande Château de Mirmande                                                                      | Saint-Jean-Lachalm                             | Burg                 |                                                        |      |
| Schloss Le Monastier-sur-Gazeille Château du Monastier-sur-Gazeille                                    | Le Monastier-sur-Gazeille                      | Schloss              | Ehemalige Abteiburg                                    |      |
| Burg Montgon Château de Montgon                                                                        | Grenier-Montgon                                | Burg                 | Ruine                                                  |      |
| Schloss Paulhac Château de Paulhac                                                                     | Paulhac                                        | Schloss              |                                                        |      |
| Burg Polignac Château de Polignac                                                                      | Polignac                                       | Burg                 | Ruine                                                  |      |
| Schloss Recours Château de Recours                                                                     | Beaulieu                                       | Schloss              |                                                        |      |
| Burg Rochebaron Château de Rochebaron                                                                  | Bas-en-Basset                                  | Burg                 | Ruine                                                  |      |
| Schloss Rochefort d’Anglard Château de Rochefort d'Anglard                                             | Alleyras                                       | Schloss              |                                                        |      |
| Burg Rochegude Château de Rochegude                                                                    | Saint-Privat-d’Allier                          | Burg                 | Ruine                                                  |      |
| Schloss La Rochelambert Château de la Rochelambert                                                     | Saint-Paulien                                  | Schloss              |                                                        |      |
| Burg Saint-Ilpize Château de Saint-Ilpize                                                              | Saint-Ilpize                                   | Burg                 | Ruine                                                  |      |
| Schloss Saint-Romain-Lachalm Château de Saint-Romain-Lachalm                                           | Saint-Romain-Lachalm                           | Schloss              |                                                        |      |
| Burg Saint-Vidal Château de Saint-Vidal                                                                | Saint-Vidal                                    | Burg                 |                                                        |      |
| Burg Seneuil Château de Seneuil                                                                        | Saint-Vincent                                  | Burg                 | Ruine im Ortsteil Cèneuil                              |      |
| Schloss Le Thiolent Château du Thiolent                                                                | Vergezac                                       | Schloss              |                                                        |      |
| Schloss Torsiac Château de Torsiac                                                                     | Torsiac                                        | Schloss              |                                                        |      |
| Burg Vabres Château de Vabres                                                                          | Alleyras                                       | Burg                 | Ruine                                                  |      |
| Burg Vachères Château de Vachères                                                                      | Présailles                                     | Burg                 |                                                        |      |
| Schloss Valprivas Château de Valprivas                                                                 | Valprivas                                      | Schloss              |                                                        |      |
| Schloss Vaux Château de Vaux                                                                           | Saint-Julien-du-Pinet                          | Schloss              |                                                        |      |
| Burg Vergezac Château de Vergezac                                                                      | Vergezac                                       | Burg                 |                                                        |      |
| Schloss Volhac Château de Volhac                                                                       | Coubon                                         | Schloss              |                                                        |      |
| Schloss Yssingeaux Château d'Yssingeaux (Château de Treslemont)                                        | Yssingeaux                                     | Schloss              |                                                        |      |